# Омар Алойот
Омар Алойот (каз. Omar Aloiot, нар. 21 березня 1921, с. Шонкон, Єсільський район, Казакська АСРР — пом. 15 грудня 1948, с. Кобло, Старосамбірський район, Львівська область) — вістун (молодший сержант) УПА, підпільник на псевдо «Коля», народний герой Лемківщини. Національність — казах.

## Життєпис
Народився у селі Шонкон на території Казахстану, пережив сталінський терор голодом. Після початку німецько-радянського збройного конфлікту, мобілізований до складу армії. Але утік і 1944 зголосився до лав УПА на території Лемківщини (тепер Польща).

## Бойовий шлях
З 1944 стрілець сотні командира «Веселого» (курінь Рена). З 1945 — стрілець тактичного відтинку УПА «Лемко» на Закерзонні, згодом — у сотні «Ударник 5» під командуванням майора Степана Стебельського, в якого був певний час особистим охоронцем. Саме майор Стебельський залишив докладні дані про свого ординарця — вихідця з Казахстану:
|  | „Коля“ - по національності казах. Вже в сотні командира "Веселого" відзначується відвагою і притомністю в бою. ...На кожному кроці закликує воювати за „отдєльна Украіна“, бо „Коля“ воював за „отдєльна Казахстан“. По селах веде пропагандивні розмови з селянами. Був дуже люблений на Лемківщині населенням, а тепер в Самбірщині. Більшовиків ненавидить до крайності... |

Брав участь у рейдах УПА до Словаччини. Командири рекомендували Алойота як виняткового кавалериста. Відкрито сповідував іслам.
Бойові побратими згадують, що Омар укладав пісні казахською мовою про УПА.

## Загибель
Після акції «Вісла» Омар Алойот 29 червня 1947 року з боями переходить на територію УРСР. Переданий у розпорядження так званої «Лемківської сотні» командира Стаха. Вижив після двох важких бою біля с. Ластівка 11 серпня та с. Недільна — тоді загинуло 20 стрільців УПА. Це пришвидшило планову демобілізацію сотні Стаха (10 вересня) та перехід Омара Алойота до підпільної мережі ОУН.
Проводив пропагандистську роботу на території Старосамбірського району. 4 листопада 1948 року вступив у бій з диверсійною групою 91-го полку внутрішніх військ МҐБ СРСР. Загинув у перестрілці разом із членом ОУН Іваном Нагеном-«Хмарою». Місце поховання невідоме.

## Нагороди
1947 — стрілець Омар Алойот-«Коля» поданий на відзначення бойовою нагородою штабом УПА-Захід, але наказу про нагородження не надійшло.